# 耶律弘古 (胡篤堇)
耶律弘古（やりつ こうこ、生年不詳 - 1043年）は、遼（契丹）の政治家・軍人。名は洪古とも書かれる。字は胡篤菫。耶律化哥の弟にあたる。

## 経歴
統和年間、順義軍節度使に累進し、入朝して北面林牙となった。太平元年（1021年）、同中書門下平章事の位を加えられた。彰国軍節度使として出向し、山北道兵馬都部署を兼ねた。武定軍節度使に転じた。太平6年（1026年）、惕隠に任じられた。兄とともに阻卜を討って功績を挙げた。聖宗は臂部を刺して血を採り、弘古と盟を結んで友となったため、弘古の礼遇は特に厚いものがあった。弘古は南府宰相となり、上京留守に転じた。
重熙6年（1037年）、南院大王に転じた。重熙12年（1043年）、于越の位を加えられた。興宗に労をねぎらわれて、再び武定軍節度使となり、まもなく死去した。

## 伝記資料
- 『遼史』巻95 列伝第25